# Ricardo Cavolo
Ricardo Cavolo (Salamanca, 31 de gener de 1982) és un il·lustrador espanyol guanyador del concurs de la portada de Yorokobu al 2012.
Des que era petit, volia transmetre les seves pròpies històries; veient que l'escriptura no era el seu, va començar amb la pintura. El seu pare, que era pintor, li va traslladar el plaer del procés artesanal i l'interès artístic oferint-li les diverses eines amb les quals ell comptava: tècniques tradicionals com llapis de colors, aquarel·les, tintes líquides amb pinzell, ploma i fins i tot la tècnica de la pirografia. Actualment continua amb tècniques manuals, només empra el mitjà digital per traslladar el seu treball al món online.
És llicenciat en Belles arts, Tècnic Superior d'Imatge i professor de dibuix en Secundària. Després d'un temps a Madrid, actualment viu i treballa a Barcelona encara que viatja habitualment per tot el món.
Els seus dibuixos són d'estil naïf; estil que comença després dels seus primers projectes professionals il·lustrant llibres infantils emprant colors brillants i intensos, així com una gran quantitat de figures i elements de composició. En veure l'impacte visual que produïen aquelles il·lustracions de caràcter agressiu i directe, va decidir seguir utilitzant-lo pels seus futurs treballs, ja que aquesta, segons l'il·lustrador, era la millor manera per fer arribar clarament els seus missatges.
La seva obra s'estén des de la il·lustració formal, la pintura mural, pirografía o disseny gràfic. Entre alguna de les seves obres destacades es troba la portada de 2012 que va realitzar per Yorokobu, on va guanyar el concurs; la col·laboració amb Custo Barcelona dissenyant una sèrie de samarretes i la realització del llibre Cuina Indie, que va tenir gran acolliment entre el públic.
A part dels seus projectes personals i professionals de il·lustració, ha treballat a diverses agencies de publicitat, col·laborat amb nombrosos dissenyadors de moda i altres entitats com circs, o editorials.